# زاکژوو (گمینا زاکژوو)
زاکژوو (به لهستانی:  Zakrzewo) یک روستا در لهستان است که در گمینا زاکژوو (استان کویافسکو-پومورسکی) واقع شده‌است.